# Dalmatika

Dalmatika

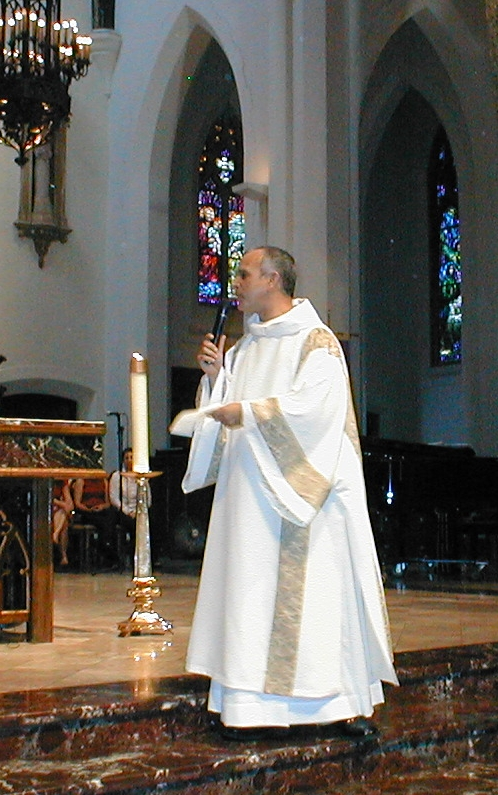
Římskokatolický jáhen oblečený v dalmatice

Dalmatika je název liturgického roucha, které při bohoslužbách obléká jáhen v římskokatolické, řeckokatolické a pravoslavné církvi. Pod dalmatiku se obléká jáhenská štola.

## Historický vývoj
Dalmatika se, podobně jako ornát, vyvinula z římského měšťanského oblečení. Její střih se ustálil na podobě mírně krácené tuniky, jež se obléká otvorem přes hlavu a případně na bocích stahuje tkanicemi. Dalmatika měla často naprosto stejnou výzdobu jako ornát kněze sloužícího liturgii. Takovýchto bohatě zdobených dalmatik se zachovalo mnoho zvláště z doby baroka.
V klasickém římském ritu užívá dalmatiku jáhen a podjáhen (u podjáhna se jedná o tunicellu, která však vypadá stejně jako dalmatika). Dle starých zvyklostí se však v době pokání (advent, půst, kvatembrové dny a při svěcení svící na Hromnice) neužívaly, protože dalmatiky jsou symbolem radosti. Místo nich se v katedrálních, některých klášterních a farních kostelech užívaly planety plicaty - klasický ornát, neboli kasule či planeta, který byl svinutý nebo svázaný vpředu ("planeta" = ornát, "plicatus" = zřasený). Podjáhen planetu plicatu odkládal pouze při čtení epištoly. Jáhen ji před evangeliem svinul a položil přes levé rameno (již přes klasickou štolu) a spojil obě visící strany na pravém boku přes klasickou štolu. Později takto vznikla samostatně stola latior (široká štola), právě místo svinutého ornátu. Svinutou kasuli či stolu latior svlékl po přijímání, kdy opět oblékl planetu plicatu. V menších kostelech jáhen oblékal kromě humerálu, alby a cingula pouze klasickou štólu a manipul, podjáhen pouze manipul. V době předpostní, o 3. neděli adventní (Gaudete) a 4. neděli postní (Laetare) se mohly užívat dalmatiky.

## Dalmatika dnes
Na mnoha místech se dodnes můžeme setkat s používáním historických dalmatik barokních, avšak šijí se i nové. Dnes šité dalmatiky mají často střízlivou nebo vůbec žádnou ozdobu a jsou šity z různých látek. U těchto nových dalmatik se jáhenská štola umísťuje též na dalmatiku, ačkoliv je to možné jen podle předpisů pro milánský obřad.